# Chinchewadi, Khanapur
Chinchewadi là một làng thuộc tehsil Khanapur, huyện Belgaum, bang Karnataka, Ấn Độ.